# Рускони, Антонио Ламберто
Антонио Ламберто Рускони (итал. Antonio Lamberto Rusconi; 19 июня 1743, Ченто, Папская область — 1 августа 1825, Имола, Папская область) — итальянский куриальный кардинал. Епископ-архиепископ Имолы с 8 марта 1816 по 1 августа 1825. Кардинал-священник с 8 марта 1816, с титулом церкви Санти-Джованни-э-Паоло с 29 апреля 1816 по 1 августа 1825.